# Đurađ Predojević
Đurađ Predojević, bosansko-hercegovski general, * 15. april 1915, † 9. februar 2000, Beograd.

## Življenjepis
Predojević, podčastnik VKJ, se je leta 1941 pridružil NOVJ in naslednje leto še KPJ. Med vojno je bil poveljnik več divizij; nazadnje 53. divizije.
Po vojni je bil poveljnik divizije, načelnik štaba korpusa,...